# Ten Masked Men
A Ten Masked Men (jelentése: Tíz maszkos ember) 1996-ban alakult angol death metal együttes. Ismert popszámokat dolgoznak fel death metal stílusban (pl.: Tom Jones - Sex Bomb, Bee Gees - Stayin' Alive, Michael Jackson - Beat It, Village People - YMCA stb.). Az összes lemezükön popszámok metal feldolgozásai találhatók. A zenekar nevéhez híven tíz tagból áll, és maszkokat viselnek. Albumaik címei pedig általában a Star Wars-filmekre utalnak. 

## Tagok
- Mark Hutson ("The Mauler") - hörgés
- Dave Hutson ("The Chief") - elektromos gitár
- Pablo ("The Snoot") - ütős hangszerek
- Ross Well ("The Incident") (szójáték az új-mexikói Roswell város és az ott történt ufó-katasztrófa nevével)
- Billy Bub ("The Janitor") - menedzselés
- Gary Hearns ("The Gimp") - a zenekar sofőrje
- Richard  Vladmir ("Apocalypse Al") - elektromos gitár
- Charlie ("The Knife") - gitártechnika
- "Brain Damage Davies" - basszusgitár
- Martin Matthews ("Meathead") - roadie.

## Diszkográfia

### Albumok
- Ten Masked Men (1999)
- Return of the Ten Masked Men (2000)
- The PhanTen Masked Menace (2003)
- Attack of the Ten Masked Men (2008)
- Revenge of the Ten Masked Men (2014)

### Egyéb kiadványok
- The Ten Masked Men Strike Back EP (1999)